# Альме
Альме́ (итал. Almè, ломб. язык  Lmé  ) — коммуна в Италии, расположена в области Ломбардия, подчинён административному центру Бергамо (провинция).

## Демография
Население составляет 5 612 человек (на 30.09.2005 г.), плотность населения — 2 806 чел./км². Занимает площадь 1,96 км². Почтовый индекс — 24011. Телефонный код — 00035.
Покровителем коммуны почитается святой Иоанн Креститель, празднование 24 июня.

## Галерея

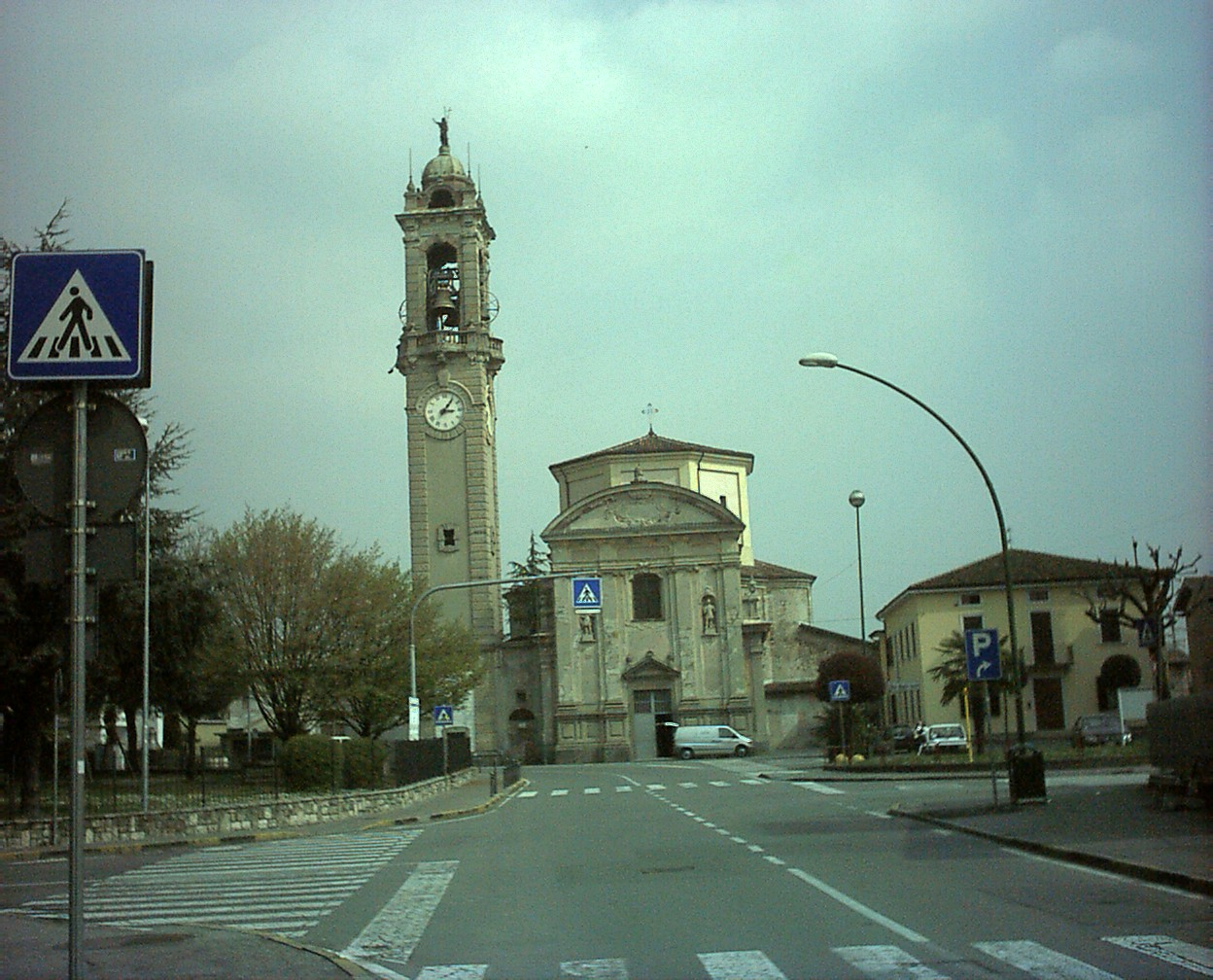
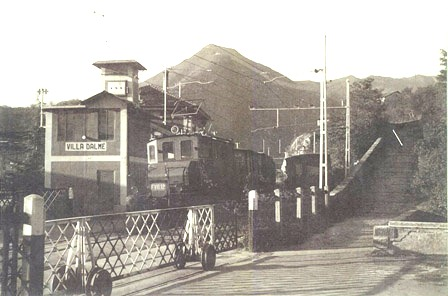